# Hypseleotris everetti
Hypseleotris everetti är en fiskart som först beskrevs av Boulenger, 1895.  Hypseleotris everetti ingår i släktet Hypseleotris och familjen Eleotridae. Inga underarter finns listade i Catalogue of Life.